# Bloco de Notas
O Notepad (ou Bloco de notas em português) é um editor de texto simples que é incluído em todas as versões Microsoft Windows desde a versão 1.0 em 1985.
O uso mais comum do Bloco de notas é exibir ou editar arquivos de texto (.txt), mas muitos usuários o consideram uma ferramenta simples para criar e editar páginas web e scripts de linguagens de programação.
Como o Bloco de notas oferece suporte apenas a uma formatação muito básica, não é possível salvar acidentalmente uma formatação especial em documentos que devem permanecer como texto puro. Isso é especialmente útil ao criar documentos HTML para uma página da Web, uma vez que os caracteres especiais ou outra formatação não podem aparecer na página da Web publicada, pois podem causar erros.
É possível salvar os arquivos do Bloco de notas como Unicode, ANSI, UTF-8 ou Unicode big endian. Esses formatos oferecem maior flexibilidade quando se trabalha com documentos que utilizam diferentes conjuntos de caracteres.